# Rondônia-Kammratte
Die Rondônia-Kammratte (Ctenomys rondoni) ist eine Art der Kammratten. Die Art lebt im Südwesten Brasiliens und ist nur aus den Staaten Rondônia und Mato Grosso bekannt. Der eigenständige Artstatus der Rondônia-Kammratte ist umstritten, häufig wird sie als Synonym der Zweifarbigen Kammratte (Ctenomys bicolor) betrachtet.

## Merkmale
Die Rondônia-Kammratte erreicht eine Kopf-Rumpf-Länge von durchschnittlich etwa 23,0 Zentimetern sowie eine Schwanzlänge von 8,0 Zentimetern, Gewichtsangaben liegen nicht vor. Es handelt sich um eine mittelgroße Art der Gattung. Das Rückenfell ist an der Basis blassbraun und sepiafarben an den Haarspitzen. Der Kopf und die Bauchseite ist leicht rötlich braun.
Der Kopf ist kräftig ausgebildet und abgeflacht. Das Zwischenkieferbein ist breit, flach und seitlich etwas ausladend. Das Oberkieferbein ist schmal. Die Unterkiefer sind kräftig und ausladend. Die Paukenblasen sind abgeflacht.

## Verbreitung
Die Rondônia-Kammratte lebt im Südwesten Brasiliens und ist nur aus Rondônia und Juruena im Bundesstaat Mato Grosso bekannt.

## Lebensweise
Über die Lebensweise und die Lebensräume der Art in der südlichen Amazonas-Region liegen nur wenige Informationen vor. Wie alle Kammratten lebt sie wahrscheinlich solitär und terrestrisch und gräbt Baue im Boden.

## Systematik
Die Rondônia-Kammratte wird als eigenständige Art innerhalb der Gattung der Kammratten (Ctenomys) eingeordnet, die aus etwa 70 Arten besteht. Die wissenschaftliche Erstbeschreibung der Art stammt von Alípio de Miranda-Ribeiro aus dem Jahr 1914. Die exakte Typuslokalität ist unbekannt und die Art ist nur anhand von zwei Exemplaren bekannt. Teilweise wird der Artstatus angezweifelt und sie wird als Synonym der Zweifarbigen Kammratte (Ctenomys bicolor) betrachtet.
Innerhalb der Art werden neben der Nominatform keine weiteren Unterarten unterschieden.

## Status, Bedrohung und Schutz
Die Rondônia-Kammratte wird von der International Union for Conservation of Nature and Natural Resources (IUCN) nicht als eigenständige Art betrachtet und entsprechend nicht gelistet.

## Belege
1. 1 2 3 4 5 6 7 8  Rondon's Tuco-tuco. In: T.R.O. Freitas: Family Ctenomyidae In: Don E. Wilson, T.E. Lacher, Jr., Russell A. Mittermeier (Herausgeber): Handbook of the Mammals of the World: Lagomorphs and Rodents 1. (HMW, Band 6) Lynx Edicions, Barcelona 2016, S. 514. ISBN 978-84-941892-3-4.